# غاري بولسين
غاري بولسين (بالإنجليزية: Gary Paulsen)‏‏ (17 مايو 1939 في منيابولس - 13 أكتوبر 2021) كاتب، وروائي، وسائق زلاجة، وكاتب للأطفال من الولايات المتحدة.

## روابط خارجية
- غاري بولسين على موقع IMDb (الإنجليزية)
- غاري بولسين على موقع ميوزك برينز (الإنجليزية)
- غاري بولسين على موقع سباق إديتارود تريل لزلاجات الكلاب (الإنجليزية)